# Ordem da Coroa de Carvalho
A Ordem da Coroa de Carvalho (em francês:  Ordre de la Couronne de Chêne) é uma ordem honorífica luxemburguesa fundada em 1841 pelo grão-duque Guilherme II.

## História
Em 1841 Guilherme II criou, como grão-duque de Luxemburgo, a Ordem da Coroa de Carvalho. Naquela época Luxemburgo e os Países Baixos se encontravam em união pessoal nas mãos do mesmo rei, Guilherme II, que manteve essa ordem exclusivamente luxemburguesa, mas seu sucessor Guilherme III a vinculou como condecoração pessoal à família de Orange-Nassau.
O limite original dos condecorados, estabelecido por Guilherme II, era de 30 membros; mas seu sucessor outorgou a condecoração a 300 pessoas, incorporando uma cláusula pela que o rei poderia concedê-la discrecionalmente, sem prévia consulta ao governo.
A ordem deixou de ser outorgada em 1890 quando a rainha Guilhermina sucedeu a seu pai no trono dos Países Baixos, ao ser sua filha única no momento da sucessão, pelo que, em aplicação da Lei Sálica teve de renunciar ao grão-ducado luxemburguês. O trono de Luxemburgo passou portanto a ser ocupado pelo grão-duque Adolfo de Nassau.
A Ordem da Coroa de Carvalho subsiste como uma condecoração luxemburguesa e nos Países Baixos se instituiu a Ordem de Orange-Nassau para compensar as mesmas distinções honoríficas.
Depois da coroação do grão-duque Adolfo, a ordem foi primeiramente conferida aos luxemburgueses e, posteriormente, também aos estrangeiros, sobretudo a membros de famílias reais de outros Estados.

## Graus
Ao ser fundada em 1841, a Ordem da Coroa de Carvalho não gozava de um verdadeiro estatuto, que não foi promulgado até 1848. Sua estrutura imitava o da Ordem de São Jorge do Rússia, provavelmente pelo fato de que Guilherme II, casado com a filha do czar de Rússia, recebeu essa condecoração depois de ter participado na batalha de Waterloo.
Atualmente consta de 5 graus e três medalhas:
| Barretas | Barretas                                 | Barretas         | Barretas          | Barretas  |
| -------- | ---------------------------------------- | ---------------- | ----------------- | --------- |
| Grã-Cruz | Grande-Oficial                           | Comandante       | Oficial           | Cavaleiro |
| .        | Medalha de ouro; depois, Medalha dourada | Medalha de prata | Medalha de bronze | .         |

## Insígnias

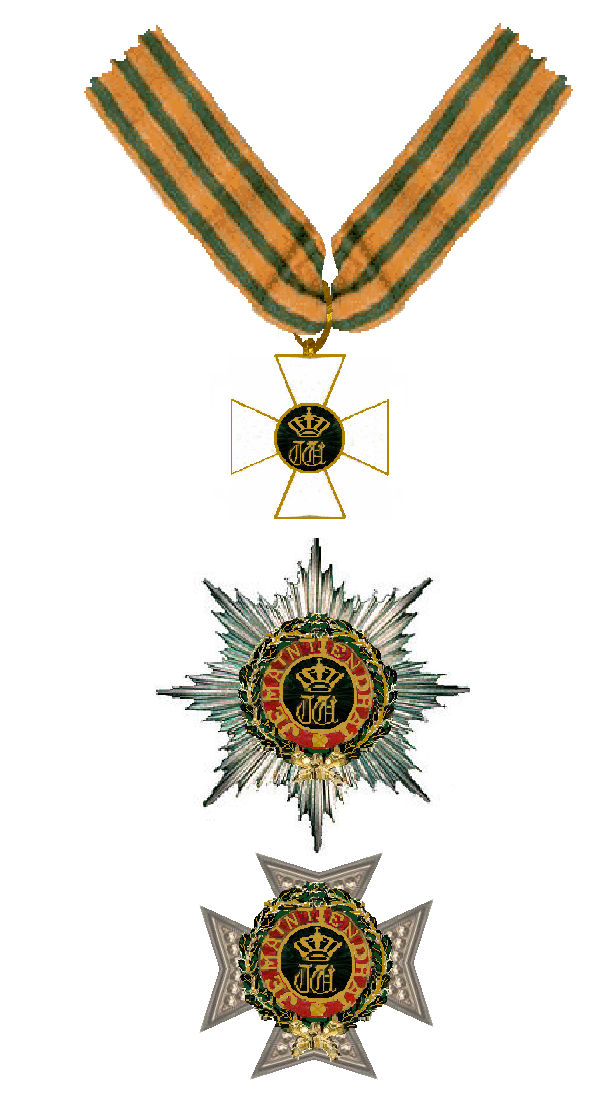
Insígnias da ordem.

- A insígnia da ordem consiste em uma cruz esmaltada de branco ao redor de uma coroa de carvalho de ouro. No centro está um medalhão esmaltado de verde e borda de ouro com o monogramma "W" (por Guilherme, o fundador).

- A estrela da ordem consiste em uma estrela de oito pontas de prata, ou em uma cruz de malta de prata (apenas para o Grão-Oficial). No centro está um medalhão esmaltado de verde e borda de ouro com o monogramma "W" (por Guilherme, o fundador) rodeado por um círculo esmaltado de vermelho com o lema Je Maintiendrai ("Eu manterei"), hoje lema dos Países Baixos.

- A medalha (ouro, prata ou bronze) da ordem consiste em um octógono com os motivos da ordem na frente, enquanto no verso se encontra gravada uma coroa de folhas de carvalho.

- A fita da ordem é amarela com três faixas verde escuro.

## Textos legislativos
- - Mémorial A n° 1 du 03.01.1842, Arrêté royal grand-ducal du 29 décembre 1841, Litt. A, portant institution, pour le Grand-Duché du Luxembourg d'un Ordre de la Couronne de Chêne. (Foundation of the Order)
  - Mémorial A n° 37 du 16.07.1845, Arrêté royal grand-ducal du 8 juillet 1845, N° 1395, statuant que les insignes de l'ordre de la Couronne de Chêne doivent être renvoyés à la Chancellerie d'État à La Haye après le décès des membres de l'ordre (Decorations of the Order must be returned after death or promotion)
  - Mémorial A n° 1 du 06.01.1855, Arrêté royal grand-ducal du 2 septembre 1854 concernant les frais de l'Ordre de la Couronne de chêne (Costs of the Order)
  - Mémorial A n° 6 du 23.02.1858, Arrêté royal grand-ducal du 5 février 1858 modifiant celui du 29 décembre 1841, portant institution de l'Ordre de la Couronne de Chêne (Creation of the rank of Officer)
  - Mémorial A n° 28 du 05.11.1872, Arrêté royal grand-ducal du 28 octobre 1872 concernant les insignes de l'Ordre de la Couronne de chêne. (Gold medal replaced by a silver-gilt medal)
  - Mémorial A n° 56 du 24.08.1876, Circulaire du 21 août 1876 - Ordre de la Couronne de chêne. (Return and wearing of decorations)